# 劉建超
 劉 建超 （りゅう けんちょう ）は中華人民共和国の外交官。中国共産党中央対外連絡部部長。外交部駐フィリピン特命全権大使や、駐インドネシア特命全権大使を歴任。

## 概要
吉林省出身。北京外国語大学卒業。1986年に英国オックスフォード大学の国際関係学部で1年間学んだ後、1987年に外交部に入部。以降、翻訳室、報道局、英国大使館勤務などキャリアを重ねる。2000年に遼寧省興城市の党委員会常務委員、副書記を経て、2001年から外交部報道局副局長に就任。
2006年3月に孔泉が欧州局長に転出すると、後任の報道局長に就任する。2009年2月に馬朝旭と交代。
2009年から駐フィリピン特命全権大使、2012年から駐インドネシア特命全権大使。
その後、外務次官補を経て、2015年9月から中国共産党中央規律検査委員会国際協力局長、2017年5月、浙江省の党規律検査委員会書記に就任。2022年6月、中国共産党中央対外連絡部部長に就任。
2025年7月現在、王毅外交部長（外相）の有力な後任候補とも目されている。しかし8月9日、米紙ウォール・ストリート・ジャーナル電子版は劉が当局により拘束され尋問を受けていると報じた。7月下旬に海外出張から北京に戻った後に連行されたという。
ふっくらとした体格と眼鏡が特徴。

## その他
これまで何度も日本を訪れており、若い時は徳島県の農家でホームステイしたことがある。